# 伊尼扬巴内省
伊尼扬巴内省（葡文：Província de Inhambane）是莫桑比克的一個省，首府伊尼扬巴内。
2017年普查人口1,496,824人。